# Championnat d'Uruguay de football 1952
Navigation
Édition précédente Édition suivante
La 50e édition du championnat d'Uruguay de football est remportée par le Club Nacional de Football. C’est le vingt-deuxième titre de champion du club. Le Nacional l’emporte après un match de barrage sur le Club Atlético Peñarol, les deux équipes ayant terminé le championnat ex æquo. Rampla Juniors Fútbol Club complète le podium.
Un système de promotion/relégation est en place : le dernier du championnat est automatiquement remplacé par le premier du championnat Intermedia, la deuxième division uruguayenne. Institución Atlética Sud América est relégué en deuxième division et est remplacé par Montevideo Wanderers Fútbol Club.
Tous les clubs participant au championnat sont basés dans l’agglomération de Montevideo.
Jorge Enrico (Club Nacional) termine avec 15 buts en 18 matchs meilleur buteur du championnat. 

## Les clubs de l'édition 1952
| \| Montevideo: · Danubio Fútbol Club · Central · Club Atlético Cerro · Defensor · Nacional · Peñarol · Liverpool · Club Atlético Progreso · River Plate · Rampla Juniors · Sud América Montevideo \| Localisation des clubs engagés dans le championnat. |
| Montevideo: · Danubio Fútbol Club · Central · Club Atlético Cerro · Defensor · Nacional · Peñarol · Liverpool · Club Atlético Progreso · River Plate · Rampla Juniors · Sud América Montevideo                                                           |

| Club                             | Stade | Capacité | Ville      |
| -------------------------------- | ----- | -------- | ---------- |
| Central Español Fútbol Club      | -     | -        | Montevideo |
| Club Atlético Cerro              | -     | -        | Montevideo |
| Danubio Fútbol Club              | -     | -        | Montevideo |
| Defensor Sporting Club           | -     | -        | Montevideo |
| Liverpool Fútbol Club            | -     | -        | Montevideo |
| Club Nacional de Football        | -     | -        | Montevideo |
| Club Atlético Peñarol            | -     | -        | Montevideo |
| Rampla Juniors Fútbol Club       | -     | -        | Montevideo |
| Club Atlético River Plate        | -     | -        | Montevideo |
| Institución Atlética Sud América | -     | -        | Montevideo |

## Compétition

### Classement
Le classement est établi sur le barème de points suivant : victoire à 2 points, match nul à 1, défaite à 0.
| Rang | Équipe                           | Pts | J  | G  | N | P  | Bp | Bc | Diff |
| ---- | -------------------------------- | --- | -- | -- | - | -- | -- | -- | ---- |
| 1    | Club Nacional de Football        | 31  | 18 | 15 | 1 | 2  | 59 | 20 | +39  |
| 2    | Club Atlético Peñarol T          | 31  | 18 | 15 | 1 | 2  | 46 | 14 | +32  |
| 3    | Rampla Juniors Fútbol Club       | 19  | 18 | 6  | 7 | 5  | 34 | 29 | +5   |
| 4    | Danubio Fútbol Club              | 18  | 18 | 7  | 4 | 7  | 33 | 28 | +5   |
| 5    | Club Atlético River Plate        | 16  | 18 | 7  | 2 | 9  | 29 | 34 | -5   |
| 6    | Club Atlético Cerro              | 15  | 18 | 6  | 3 | 9  | 24 | 28 | -4   |
| 7    | Defensor Sporting Club           | 15  | 18 | 5  | 5 | 8  | 29 | 40 | -11  |
| 8    | Liverpool Fútbol Club            | 13  | 18 | 4  | 5 | 9  | 19 | 42 | -23  |
| 9    | Central Español Fútbol Club      | 12  | 18 | 4  | 4 | 10 | 29 | 45 | -16  |
| 10   | Institución Atlética Sud América | 10  | 18 | 3  | 4 | 11 | 27 | 49 | -22  |

| Légende : Qualifications et relégations | Légende : Qualifications et relégations |
| --------------------------------------- | --------------------------------------- |
|                                         | Champion d’Uruguay                      |
|                                         | Relégué en deuxième division            |
|                                         | T : Tenant du titre P : Promus          |

### Barrage pour le titre
| barrage         | Club Nacional de Football | 4 – 2   | Club Atlético Peñarol | Stade Centenario                                                                                   | |
| 25 février 1953 | Julio Pérez 24e · Jorge Enrico 28e, 45e · Javier Ambrois 44e | (4 – 1) | Oscar Omar Míguez 42e · José Emilio Santamaría 46e (csc) | Spectateurs : 30 000 Arbitrage : Juan Carlos Armental, Washington Rodríguez, Orosmán Rivera Fasoli | Spectateurs : 30 000 Arbitrage : Juan Carlos Armental, Washington Rodríguez, Orosmán Rivera Fasoli |
| 25 février 1953 | Aníbal Paz ; José Emilio Santamaría, Walter Holdoway ( 78e) ; Waldemar González, Néstor Carballo, Luis Alberto Cruz ; Rafael Souto, Javier Ambrois, Héctor Rial, Julio Pérez, Jorge Enrico. Entraîneur : Enrique Fernández Viola | Équipes | Flavio Pereyra Natero ( 46e Roque Máspoli) ; Mirto Davoine, F. Carrizo ; Víctor Rodríguez Andrade, Obdulio Varela, Joel Romero ; Alcides Ghiggia ( 44e), Juan Alberto Schiaffino, Oscar Míguez ( 44e), Julio César Abbadie, Ernesto Vidal. Entraîneur : Juan López Fontana | Spectateurs : 30 000 Arbitrage : Juan Carlos Armental, Washington Rodríguez, Orosmán Rivera Fasoli | Spectateurs : 30 000 Arbitrage : Juan Carlos Armental, Washington Rodríguez, Orosmán Rivera Fasoli |

## Bilan de la saison
| Championnat d'Uruguay de football 1952 |                                       |
| Champion                               | Club Nacional de Football (22e titre) |
| Promotions et relégations              |                                       |
| Promus en Primera División             | Montevideo Wanderers Fútbol Club      |
| Relégués en Intermedia                 | Institución Atlética Sud América      |

## Statistiques

### Meilleur buteur
1. Jorge Enrico (Club Nacional de Football), 15 buts.